# روفوس كينغ (كاتب)
روفوس كينغ (بالإنجليزية: Rufus King)‏ (3 يناير 1893، نيويورك في الولايات المتحدة - 1966، هوليوود في الولايات المتحدة)؛ مؤلِّف، كاتب مسرحي وروائي أمريكي. درس في جامعة ييل.

## روابط خارجية
- خورخي كينغ على موقع IMDb (الإنجليزية)
- خورخي كينغ على موقع قاعدة بيانات الفيلم (الإنجليزية)